# Leif Mortensen
Leif Mortensen, nacido el 5 de mayo de 1947 en Copenhague, es un ciclista danés que fue profesional de 1970 a 1975.

## Palmarés
1968
- 2.º en los Juegos Olímpicos en Ruta

1969
- Campeonato Mundial en Ruta amateur

1970
- 2.º en el Campeonato del Mundo en Ruta

1971
- Trofeo Baracchi (con Luis Ocaña)
- 1 etapa de la Semana Catalana

1972
- 2 etapas de la Vuelta al Levante

1973
- 1 etapa de la París-Niza
- Vuelta a Bélgica, más 1 etapa

## Resultados en las Grandes Vueltas y Campeonatos del Mundo
| Carrera         | 1970 | 1971 | 1972 | 1973 | 1974 | 1975 |
| --------------- | ---- | ---- | ---- | ---- | ---- | ---- |
| Giro de Italia  | -    | -    | -    | -    | -    | -    |
| Tour de Francia | -    | 6.º  | 12.º | 19.º | Ab.  | -    |
| Vuelta a España | -    | -    | 23.º | -    | -    | -    |
| Mundial en Ruta | 2º   | 6.º  | 7.º  | 17.º | -    | -    |

-: no participa

Ab.: abandono